# Le Déserteur (roman)
Le Déserteur est une biographie romancée de Charles-Frédéric Brun écrite par Jean Giono et publiée en 1966.

## Publication
En 1964, l'éditeur René Creux décide de réunir dans un album les reproductions de Charles-Frédéric Brun, peintre suisse d'origine française (1811-1871) et demande à Giono d'interpréter « toutes les histoires légendaires et contradictoires recueillies au sujet de notre personnage ».
Jean Giono a recréé l'histoire du Déserteur et en fait ainsi un extraordinaire personnage de roman.

## Histoire
Il y a un siècle, un Français réfugié dans les montagnes du Valais, y créait de merveilleuses images religieuses dans la tradition populaire. Qui était-il ? On ne sait. On racontait que c'était un soldat qui avait tué son capitaine, ou qu'il avait été notaire, ou même évêque. On l'appelait le Déserteur.

## Éditions
- 1966 - Le Déserteur, Éditions de Fontainemore, à Paudex/Lausanne.
- 1973 - Le Déserteur et autres récits, collection « Folio » no 1012, Gallimard, à Paris.
- 1983 - Le Déserteur, in « Jean Giono - Œuvres romanesques complètes », tome VI (1227 pages), Gallimard , Bibliothèque de la Pléiade, Édition établie par Robert Ricatte avec la collaboration de Pierre Citron, Henri Godard, Janine et Lucien Miallet et Luce Ricatte,  (ISBN 978-2-07-011071-1).

## Adaptation télévisuelle
Le Déserteur, réalisé par Alain Boudet, adaptation et dialogues d'André Blanc, diffusé le 29 mai 1973.